# 波克羅夫斯凱區

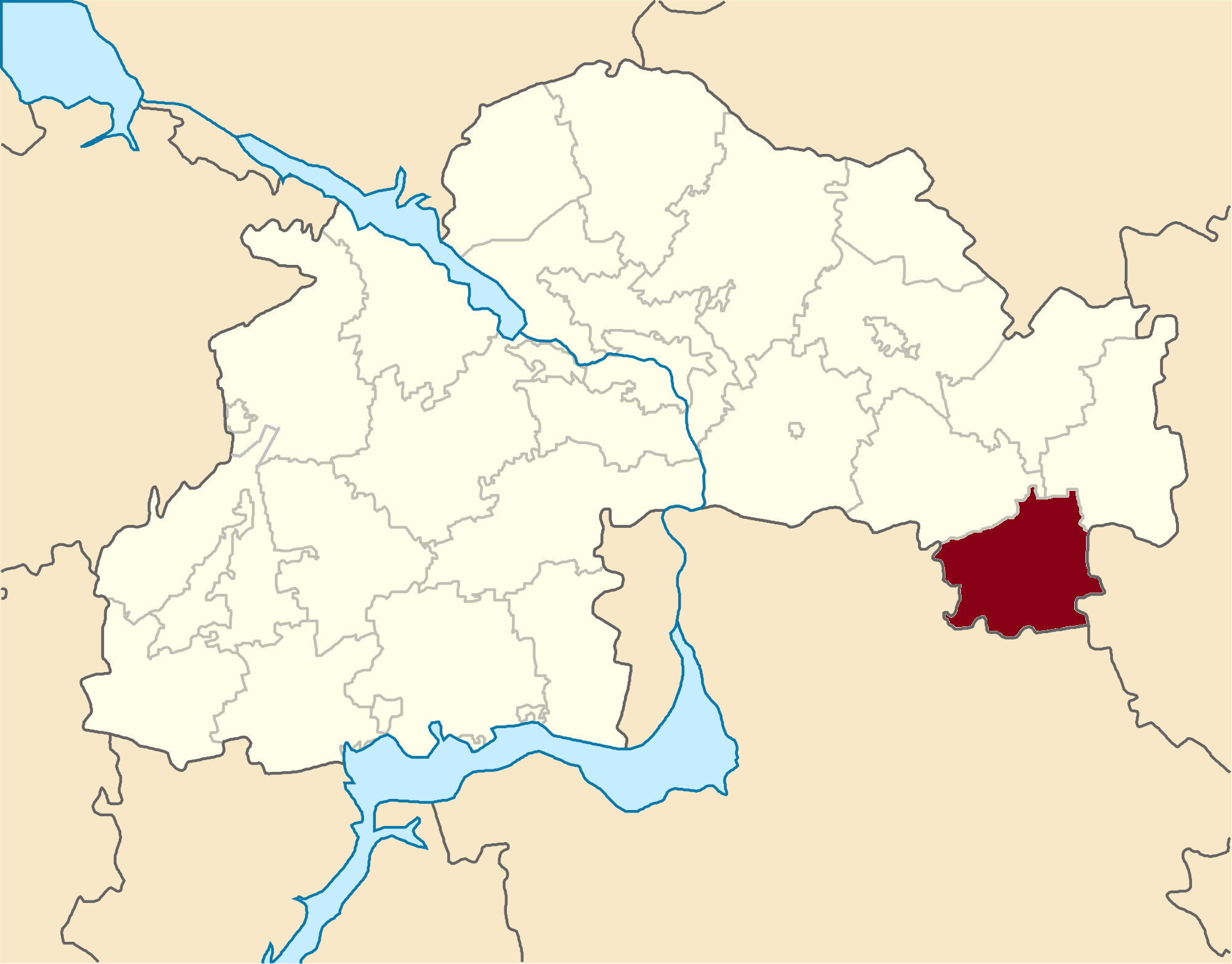

47°58′47″N 36°13′49″E / 47.97972°N 36.23028°E
波克羅夫斯凱區（烏克蘭語：Покровський район），是位於烏克蘭中部的一個舊區，由第聶伯羅彼得羅夫斯克州負責管轄，首府設於波克羅夫斯凱，並於2020年被撤銷。該區面積1,210平方公里，2013年人口35,967，人口密度每平方公里29.72人。